# Jedlicze (stacja kolejowa)
Jedlicze – stacja kolejowa w Jedliczu, w województwie podkarpackim, w Polsce.

## Ruch pasażerski
| Rok  | Wymiana pasażerska na dobę |
| ---- | -------------------------- |
| 2017 | 10-19                      |
| 2022 | 10-19                      |

Od stacji odchodzi jednotorowa, używana bocznica do pobliskiej rafinerii nafty.
W maju 2008 stacja przeszła modernizacja semaforów (stare semafory kształtowe wymieniono na nowe semafory świetlne).